# 永红湖
永红湖是一个位于中国青海省治多县的湖泊。